# Замфир Думитреску
Замфир Думитреску (на румънски: Zamfir Dumitrescu) е румънски художник.

## Биография
Замфир Думитреску е роден в Букурещ, Румъния. Завършва през 1970 г. Института за изкуство Николае Григореску в Букурещ, класа на Корнелиу Баба.
Между 2000 и 2004 г. е декан на Факултета по изящни изкуства, а от 2002 г. е председател на Съюза на изящните изкуства от Румъния. 
Замфир Думитреску е университетски професор в Университета по изкуствата в Букурещ и президент на Съюза на визуалните художници в Румъния. През 2002 г. за цялата му дейност президентът на Румъния, Йон Илиеску го награждава с Националния орден „За заслуги“ в ранг на рицар. 
Отличен е с няколко отличия, като: Наградата за живопис, присъдена от Съюза на изящните художници (1974 - Питещ и 1978 - Клуж); Награда на Румънската академия за 2002 г.; Първа награда на Международния конкурс за реална живопис на балканските художници (София, 2004); Златен медал за рисуване на "3-тия официален салон на изкуствата" в Карагуататуба, Бразилия, през януари 2006 г.
Той е член на Социалдемократическа партия (Румъния) (СДП) от 2004 г. и депутат от СДП от Букурещ след изборите през ноември 2004 г. На 23 март 2006 г. подава оставка от СДП, като става независим депутат.
Той почина на 6 февруари 2021 в Букурещ, Румъния.

## Награди
- Първа награда на Международния конкурс на балканските художници Реална живопис (19 ноември 2004 г.), София, България.
- Награда на Румънската академия Джордж Опреску (21 декември 2004 г.), Букурещ, Румъния.

## Външни връзки
- Официален уебсайт Архив на оригинала от 2008-09-18 в Wayback Machine.